# Live from the O2 London
Live from the O2 London es el cuarto álbum en vivo de la banda estadounidense de pop-rock Jonas Brothers. Fue lanzado el 13 de junio de 2025 a través de Republic Records. El disco fue grabado durante el paso en Londres de la gira Five Albums. One Night. The World Tour, es su cuarto álbum en directo después de LiVe (2013).

## Antecedentes y desarrollo
Durante la gira Jonas Brothers: Five Albums. One Night. The World Tour, el 13 de septiembre de 2024 la banda anunció que sus shows en Londres serían grabados profesionalmente para ser posteriormente lanzados como un álbum en vivo.
El 23 de marzo de 2025 durante el evento JonasCon, que tuvo lugar en Nueva Jersey, anunciaron el lanzamiento de, además de este trabajo en directo, su séptimo álbum de estudio Greetings from Your Hometown como conmemoración por el 20 aniversario de la formación del grupo.

## Lanzamiento
El álbum en vivo fue lanzado el 13 de junio de 2025 a través de Republic Records. Fue grabado en Londres en The O2 Arena los días 16 y 17 de septiembre de 2024 durante los concierto de la banda como parte de la gira Jonas Brothers: Five Albums. One Night. The World Tour.
El álbum incluye el cover de «Year 3000», a dueto con la banda Busted, When You Know, canción que será parte de Greetings from Your Hometown y «Dreams», cover de la banda de rock irlandesa The Cranberries que fue grabado durante su paso por Belfast como parte de los homenajes que realizó la agrupación a diferentes bandas locales y mundiales durante su gira de 2024.

## Recepción crítica
En su artículo para la revista Melodic Magazine, Shauna Hilferty destacó la nostalgia del álbum y la lista de canciones que marcan su carrera, así como el tono enérgico que se mantiene a lo largo de todo el disco. También valoró positivamente la voz de Nick Joe Jonas y los instrumentos de las actuaciones en directo. 

## Lista de canciones
| Live from the O2 London |                                     |          |  |
| N.º                     | Título                              | Duración |  |
| 1.                      | «Intro»                             | 2:19     |  |
| 2.                      | «Celebrate!»                        | 2:25     |  |
| 3.                      | «What a Man Gotta Do»               | 5:18     |  |
| 4.                      | «S.O.S»                             | 3:06     |  |
| 5.                      | «That’s Just the Way We Roll»       | 3:16     |  |
| 6.                      | «When You Look Me in the Eyes»      | 3:55     |  |
| 7.                      | «Year 3000» (con Busted)            | 4:04     |  |
| 8.                      | «Summer Baby»                       | 2:54     |  |
| 9.                      | «Vacation Eyes»                     | 3:26     |  |
| 10.                     | «Gotta Find You»                    | 1:43     |  |
| 11.                     | «Play My Music»                     | 3:16     |  |
| 12.                     | «Lovebug»                           | 3:57     |  |
| 13.                     | «Burnin' Up»                        | 3:04     |  |
| 14.                     | «Waffle House»                      | 2:24     |  |
| 15.                     | «When You Know»                     | 5:55     |  |
| 16.                     | «Fly with Me»                       | 3:19     |  |
| 17.                     | «Paranoid»                          | 2:49     |  |
| 18.                     | «Jealous»                           | 3:46     |  |
| 19.                     | «Cake by the Ocean»                 | 4:34     |  |
| 20.                     | «Walls»                             | 4:20     |  |
| 21.                     | «Only Human»                        | 3:13     |  |
| 22.                     | «Sucker»                            | 3:06     |  |
| 23.                     | «Leave Before You Love Me»          | 3:19     |  |
| 24.                     | «Dreams» (cover de The Cranberries) | 4:22     |  |
| 84:00                   |                                     |          |  |

## Historial de Lanzamiento
| Región | Fecha               | Formato(s)                  | Discográfica | Ref.   |
| ------ | ------------------- | --------------------------- | ------------ | ------ |
| Varios | 13 de junio de 2025 | Descarga digital, streaming | Republic     | [ 10 ] |